# Urak Lawoi' (taal)
Urak Lawoi' (uitspraakⓘ) is een Austronesische taal, gesproken door de Urak Lawoi', een volk dat leeft op eilandjes en in kustgebieden in de Thaise provincies Satun, Phuket en Krabi.
Urak Lawoi' is verwant aan andere Para-Maleise talen zoals Minangkabaus, Muko-Muko en Pekal (allen Sumatra), Duano' en Negeri Sembilan Maleis (beide Maleisië). Het Urak Lawoi' wordt over het algemeen geschreven in het Thais alfabet (met enige zeer kleine aanpassingen).
Het aantal sprekers van het Urak Lawoi' (als eerste taal) wordt geschat op ongeveer 3000 (1984). De taal wordt ernstig bedreigd met uitsterven.

## Fonologie
Urak Lawoi' heeft de volgende fonemen:
Vocalen:
| Voor | Centraal | Achter |
| [i]  |          | [u]    |
| [ë]  | [e]      | [o]    |
| [ä]  | [a]      | [ö]    |

Over de diftongs is men het nog niet helemaal eens. Volgens Hogan (1988) heeft Urak Lawoi' geen echte diftongs.
Consonanten:
|                        | Labiaal | Alveolair | Palataal     | Velair | Glottaal |
| Plofklank              | ph p b  | th t d    | ch [tʃ] [dʒ] | kh k g | ʔ        |
| Wrijfklank             |         |           | s            |        | h        |
| Semi-vocaal en liquide | w       | l r       | y            |        |          |
| Neusklank              | m       | n         | [ɲ]          | [ŋ]    |          |

## Voorbeelden
Onderstaande voorbeelden laten de overeenkomsten (en verschillen) tussen enkele Para-Maleise talen zien (transliteratie nog onder voorbehoud):
| Urak Lawoi'        | nama | lawoiʔ | lihaiʔ        | mi'aw   | pi        | ulal  | kras  | maneh | lutoiʔ |
| Bahasa Minangkabau | apo  | lauiʔ  | liaiʔ, caliaʔ | kuciang | pai       | ula   | kareh | manih | lutuiʔ |
| Bahasa Muko-Muko   | apo  | laut   | liek          | kucieng | paing     | ula   | kaqeh | manih | lutut  |
| Bahasa Pekal       | apo  | lawik  | liek          | kucing  | lalui     | ulah  | kehas | manis | lutuik |
|                    |      |        |               |         |           |       |       |       |        |
| Indonesisch        | apa  | laut   | lihat         | kucing  | pergi     | ular  | keras | manis | lutut  |
| Nederlands         | wat  | zee    | zien          | kat     | (weg)gaan | slang | hard  | zoet  | knie   |